# Heinrich Rosla

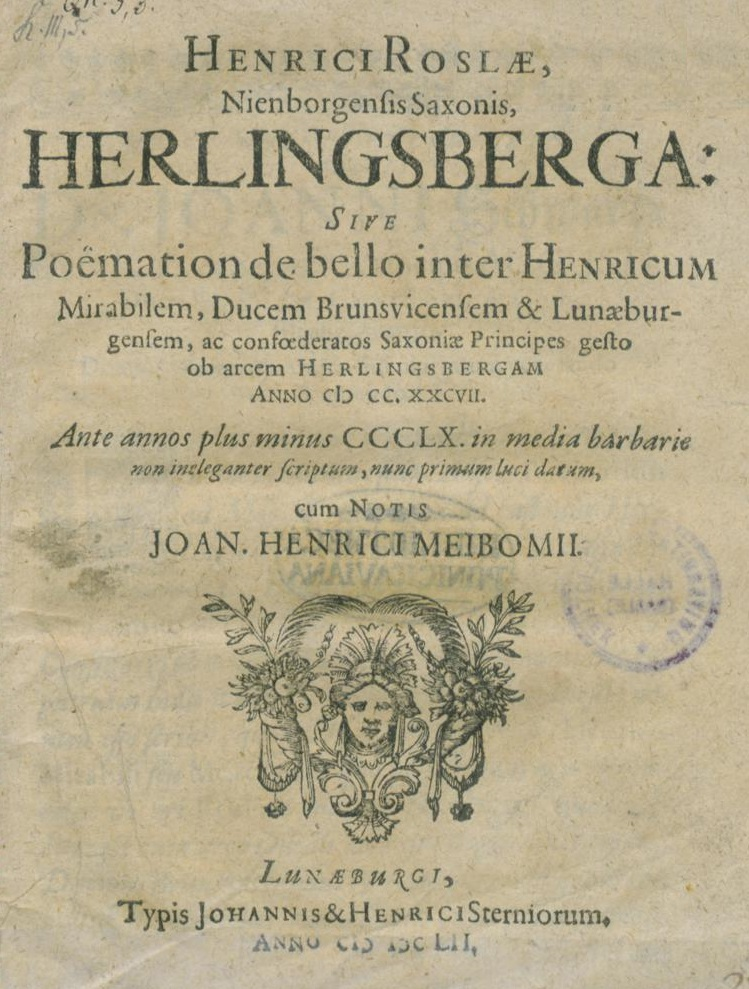
Erstdruck der Herlingsberga mit Kommentaren (Johann Heinrich Meibom, 1652)

Heinrich Rosla stammte vermutlich aus Nienburg (Saale) und war wohl ein Mönch im Kloster Walkenried. Er verfasste im ausgehenden 13. Jahrhundert ein lateinisches Epos in 477 Hexametern über die Schleifung der Burg Herlingsberg (Harliburg) im Herlingsberger Krieg 1291. Am Schluss dieses Gedichts stellt er sich selbst vor als namensgleich mit Herzog Heinrich I., dem er das Werk widmet, als gebürtig aus Nienborg, mit Nachnamen („cognomine“) Rosla.
Den Erstdruck des Gedichts besorgte Johann Heinrich Meibom 1652. Im Vorwort gibt er an, dass sein Vater Heinrich Meibom das Manuskript von Heinrich Petreus erhalten und das Werk, da es ohne Titel war, Herlingsberga genannt habe. Er lobt die poetische Kraft und die für seine Zeit ungewöhnliche Bildung des Verfassers. Das Reallexikon der deutschen Literaturgeschichte urteilt allerdings, dass die „homerische Färbung“ zu dem „kleinen Stoff“ nicht passe.
Heinrich Rosla schrieb in seiner Herlingsberga unter anderem über den Harz: „Größre Gebirge gibt's, doch keines, das ihn überträfe Beides an Wald und Wild.“